# Bourgmestre de Namur
Le Bourgmestre de Namur est le détenteur du pouvoir exécutif de la Ville de Namur ainsi que le représentant du gouvernement dans la commune. Le bourgmestre est nommé à la suite d'un scrutin qui a lieu tous les six ans et permet aux électeurs de désigner les membres des conseils communaux, qui prennent des décisions sur des questions locales importantes telles que l'urbanisme, les services publics et la politique sociale.
La nomination du titulaire du poste depuis 2012, Maxime Prévot, au poste de vice-premier ministre du gouvernement dirigé par Bart De Wever le place dans la situation de bourgmestre empêché. Il est par conséquent remplacé par un bourgmestre faisant fonction, nommé par lui, en la personne de Charlotte Bazelaire,.